# 에어 마카오의 운항 노선
에어 마카오는 다음과 같은 노선을 운항하고 있다.

## 운항 노선

### 아시아

#### 동아시아
- 대한민국
  - 서울 - 인천국제공항
- 중화인민공화국
  - 베이징
    - 베이징 서우두 국제공항
    - 베이징 다싱 국제공항

  - 상하이
    - 상하이 푸둥 국제공항
    - 상하이 훙차오 국제공항

  - 난닝 - 난닝 우수 국제공항
  - 난징 - 난징 루커우 국제공항
  - 닝보 - 닝보 리서 국제공항
  - 샤먼 - 샤먼 가오치 국제공항
  - 원저우 - 원저우 룽완 국제공항
  - 청두 - 청두 솽류 국제공항
  - 충칭 - 충칭 장베이 국제공항
  - 항저우 - 항저우 샤오산 국제공항
  - 허페이 - 허페이 신차오 국제공항
  - 창저우 - 창저우 번뉴 국제공항
  - 구이양 - 구이양 룽둥바오 국제공항
  - 제양 - 제양 샤오산 국제공항
  - 칭다오 - 칭다오 류팅 국제공항
  - 타이위안 - 타이위안 우수 국제공항
  - 톈진 - 톈진 빈하이 국제공항
  - 정저우 - 정저우 신정 국제공항 (2020년 9월 26일부터 2020년 10월 23일까지 운항)[1]
- 마카오
  - 마카오 - 마카오 국제공항 - 허브
- 일본
  - 도쿄 - 나리타 국제공항
  - 오사카 - 간사이 국제공항
  - 후쿠오카 - 후쿠오카 공항
- 대만
  - 타이베이 - 타이완 타오위안 국제공항
  - 가오슝 - 가오슝 국제공항

#### 동남아시아
- 태국
  - 방콕 - 수완나품 국제공항
- 베트남
  - 다낭 - 다낭 국제공항
  - 하노이 - 노이바이 국제공항

## 단항 노선
- 중화인민공화국
  - 선양 - 선양 타오셴 국제공항
  - 창사 - 창사 황화 국제공항
- 싱가포르
  - 싱가포르 - 싱가포르 창이 국제공항
- 필리핀
  - 마닐라 - 니노이 아키노 국제공항